# Fairey Barracuda
De Fairey Barracuda is een Britse eenmotorige torpedo-bommenwerper uit de Tweede Wereldoorlog.
Het was de eerste eendekkertorpedobommenwerper in dienst van de Britse Fleet Air Arm en werd gebouwd door de Fairey Aviation Company. Het prototype vloog op 7 december 1940.
Het toestel zag zijn eerste actie in 1941 bij raids op Kirkenes en Petsamo. De toestellen opereerden toen vanaf het Vliegdekschip HMS Victorious. In 1942 werd de Barracuda ingezet bij aanvallen op Franse havens en de invasie van Madagascar. Het vliegtuig nam deel aan de succesvolle aanval op de Tirpitz op 3 april 1944. In datzelfde jaar werd het toestel tegen de Japanners ingeschakeld bij een aanval op Sabang.
In 1946 werd de productie van de Barracuda beëindigd. In totaal werden er 2500 toestellen gebouwd in de varianten Mk I tot en met Mk V.